# نادي مجلات
نادي المجلات هو مجموعة من الأفراد الذين يجتمعون بانتظام لإجراء تقييم نقدي للمقالات الحديثة في الأدب الأكاديمي، مثل الأدب العلمي، أو الأدب الطبي، أو الأدب الفلسفي. عادة ما يتم تنظيم نوادي المجلات حول موضوع محدد في البحث الأساسي أو التطبيقي. على سبيل المثال، يمكن تسهيل تطبيق الطب المبني على الأدلة في بعض مجالات الممارسة الطبية من خلال نادي المجلات. عادة، يمكن لكل مشارك التعبير عن وجهة نظره فيما يتعلق بعدة أسئلة مثل مدى ملاءمة تصميم البحث، والإحصاءات المستخدمة، ومدى ملاءمة الضوابط المستخدمة، وما إلى ذلك. قد تكون هناك محاولة لتجميع نتائج عدة أوراق معًا، حتى لو كانت بعض هذه النتائج قد تبدو للوهلة الأولى متناقضة مع بعضها البعض. حتى لو تم اعتبار نتائج الدراسة صحيحة، فقد تكون هناك مناقشة حول مدى فائدة النتائج وما إذا كانت هذه النتائج قد تؤدي إلى أبحاث جديدة أو إلى تطبيقات جديدة.
تُستخدم نوادي المجلات أحيانًا في تعليم طلاب الدراسات العليا أو المحترفين. تساعد هذه الأمور في جعل الطالب (الطلاب) أكثر دراية بالأدبيات المتقدمة في مجال دراستهم الجديد. بالإضافة إلى ذلك، تساعد نوادي المجلات هذه على تحسين مهارات الطلاب في فهم ومناقشة الموضوعات الحالية ذات الاهتمام النشط في مجال تخصصهم. قد يتم في بعض الأحيان اعتبار هذا النوع من نادي المجلات مصدرًا للائتمان. قد تقوم مختبرات الأبحاث أيضًا بتنظيم نوادي المجلات لجميع الباحثين في المختبر لمساعدتهم على مواكبة الأدبيات التي ينتجها الآخرون الذين يعملون في مجال تخصصهم.

## نادي المجلات التقليدية
تقليديًا، تجتمع نوادي المجلات أسبوعيًا أو شهريًا لمناقشة الأبحاث الحالية في موضوع ذي صلة بالمجال. وجد تحليل لمائة منشور يصف ويقيم نوادي المجلات أنها تكون أكثر فعالية إذا كان لديها قائد محدد بوضوح ولها غرض محدد يمكن ربط جميع المقالات به.

## نوادي المجلات على الانترنت
بدأت المجلات والجمعيات العلمية البارزة في استضافة ميزات التعليق عبر الإنترنت والتي يشار إليها باسم نوادي المجلات. والغرض المعلن منها هو السماح بالمناقشة من خلال التعليقات عبر الإنترنت على المنشورات العلمية.
تحقق نوادي المجلات عبر الإنترنت فوائد مختلفة للأندية التقليدية. في حين أن نوادي المجلات كانت فرصة للطلاب والمتدربين لاكتساب الخبرة في عرض المقالات ومعالجة القضايا، فمن خلال تنسيق التعليق عبر الإنترنت "نادي المجلات"، يستطيع المؤلفون التعليق والرد على الانتقادات.

## تويتر معزز
تواصل نوادي المجلات التكيف مع التكنولوجيا وأساليب الاتصال الجديدة. بدأت نوادي المجلات مؤخرًا في الاستفادة من تويتر الذي يسمح لمجموعات متنوعة جغرافيًا بالمشاركة في مناقشة واحدة. كان أول نادي تويتر للمجلات هو (Allergy Journal Club) الذي يديره الدكتور فيس ديموز في عام 2008. لقد استخدموا تويتر لتوثيق مناقشة تغطية نادي المجلات التقليدي الشخصي. أسس نادي المجلة هذا استخدام الهاشتاجات لتنظيم تعليقات نادي المجلة.
كانت المجموعة الأولى التي أدارت نادي المجلات بشكل أساسي على تويتر هي نادي مجلة تويتر التي أنشأتها ناتالي سيلفي وفي دوغلاس في مايو 2011. يبدو أن نادي تويتر للمجلاات الأصلي قد توقف عن الاتصال بالإنترنت. منذ ذلك الحين كان هناك عدد من أندية مجلة تويتر الإضافية.

## تاريخ
تم العثور على أقدم الإشارات إلى نادي المجلات في كتاب مذكرات ورسائل للراحل السير جيمس باجيت، وهو جراح بريطاني، الذي يصف مجموعة في مستشفى سانت بارثولوميو في لندن في منتصف القرن التاسع عشر بأنها "نوع من النادي"غرفة صغيرة فوق متجر خباز بالقرب من بوابة المستشفى حيث يمكننا الجلوس وقراءة المجلات".
أنشأ السير ويليام أوسلر أول نادي رسمي للمجلات في جامعة ماكجيل في مونتريال عام 1875. كان الغرض الأصلي لنادي مجلة أوسلر هو "شراء وتوزيع الدوريات التي لا يستطيع الاشتراك فيها".
تينسلي هاريسون، المبدع الشهير لمبادئ هاريسون للطب الباطني، استضاف ناديًا للمجلات في منزله مرتين في الشهر حيث يقدم أحد أعضاء المجموعة ورقة بحثية بينما ينتقدها الآخرون.